# Огинский, Михаил Клеофас
Князь Михаи́л Клео́фас Оги́нский (пол. Michał Kleofas Ogiński, бел. Міхаіл Клеафас Агінскі; 25 сентября 1765 года, Гузув близ Варшавы, Равское воеводство, Речь Посполитая или 25 сентября 1764 года в окрестностях Салантая в Жемайтии — 15 октября 1833, Флоренция, Великое герцогство Тосканское) — польский композитор-любитель, дипломат, политический деятель Речи Посполитой и Российской империи, один из лидеров восстания Костюшко, почётный член Виленского университета, член Правительствующего Сената, автор цикла из 24 полонезов для фортепиано, в числе которых находится и знаменитый «Полонез Огинского».

## Биография
Представитель ретовской ветви литовско-польского княжеского рода Огинских (Рюриковичи) герба «Брама», единственный сын воеводы трокского Анджея Игнацыя Огинского (1740—1787) и Паулины Шембек (ум. 1797), внук воеводы трокского Тадеуша Франтишека Огинского.

### Дата и место рождения (две версии)
До 2025 года бесспорным считался факт, что Михаил Клеофас Огинский родился 25 сентября 1765 года в польской деревне Гузув примерно в 50 километрах от Варшавы, которой владел его отец. Об этом в мемуарах пишет и сам Михаил Клеофас. 
В феврале 2025 года литовские исследователи опубликовали новые сведения. Ранее неизвестную запись о крещении обнаружил в метрических книгах Салантайского костела Паулюс Ванюхинас, председатель правления Института генеалогии, геральдики и вексиллологии и директор Академии геральдики. Из метрики следует, что рожденный 25 сентября 1764 года в окрестностях Салантая в Жемайтии (сейчас это Клайпедский уезд на западе Литвы) Михаил Клеофас Огинский, был крещен 29 сентября простой водой в местном костеле Успения Пресвятой Девы Марии. Директор литовского Музея истории культуры Огинских в Ретавасе Витас Руткаускас в начале 2025 года прокомментировал новые сведения так: «Эта информация невероятная, даже, сказал бы, сенсационная — такая историческая фигура родилась в нашем крае».

### Детство
Михаил Клеофас вырос в высокообразованной дворянской семье. Его дядя, великий гетман литовский Михаил Казимир Огинский, был не только государственным деятелем и военным, но и большим любителем искусства, в частности — музыки и поэзии, и потому играл на нескольких инструментах, сам сочинял оперы, полонезы, мазурки, песни. Михаил Казимир усовершенствовал конструкцию арфы и даже стал автором статьи об арфе в Энциклопедии Дидро. Молодой Михаил Клеофас часто приезжал в резиденцию дяди в Слониме, там был театр с оперной, балетной и драматической труппами, оркестр, ставились польские, итальянские, французские и немецкие оперы. Его дядю характеризуют как истинного деятеля эпохи Просвещения, который, в частности, организовал детскую школу.
Михаилу Клеофасу игру на клавире преподавал Осип Козловский, придворный музыкант семейства Огинских, затем Джованни Джорновики учил его игре на скрипке, позднее он совершенствовался в Италии у Дж. Б. Виотти и П. М. Ф. Байо.

### Политический деятель
Политической деятельностью занялся в 1789 году.
С 1790 года посол Речи Посполитой в Голландии, с 1791 года — в Великобритании, в 1793—1794 — казначей Великого княжества Литовского. В 1794 году участвовал в восстании за восстановление независимости Речи Посполитой во главе сформированного им батальона егерей. После поражения восстания эмигрировал в Константинополь, где стал активным деятелем эмиграции, затем переехал в Париж. В Париже контактировал с Талейраном и французской директорией с целью восстановления независимости Речи Посполитой.
Лишившись надежд на восстановление независимости Польши, после объявленной амнистии в 1802 году Огинский вернулся в Россию и поселился в имении Залесье, где построил усадьбу и заложил парк (сейчас это территория Сморгонского района Беларуси). В 1807 году встречался с Наполеоном в Италии.
В 1810 году Огинский переезжает в Санкт-Петербург и становится сенатором Российской империи, активно занимается политикой. В 1810—1812 годах — доверенное лицо императора Александра I. Предлагает последнему проект создания Великого княжества Литовского в составе Российской империи, известный под названием план Огинского, который, однако, был отвергнут.

В 1817 году Огинский переезжает в Вильну. В 1823 году пошатнувшееся здоровье вынуждает его переехать в Италию, где он прожил последние 10 лет жизни. Умер во Флоренции 15 октября 1833 года. Похоронили Михаила Огинского в Пантеоне выдающихся личностей во флорентийской церкви Санта-Кроче, где покоятся около 300 выдающихся деятелей политики, науки и культуры, в том числе Данте Алигьери (кенотаф), Галилео Галилей, Микеланджело Буонарроти, Джоаккино Россини и Никколо Макиавелли.

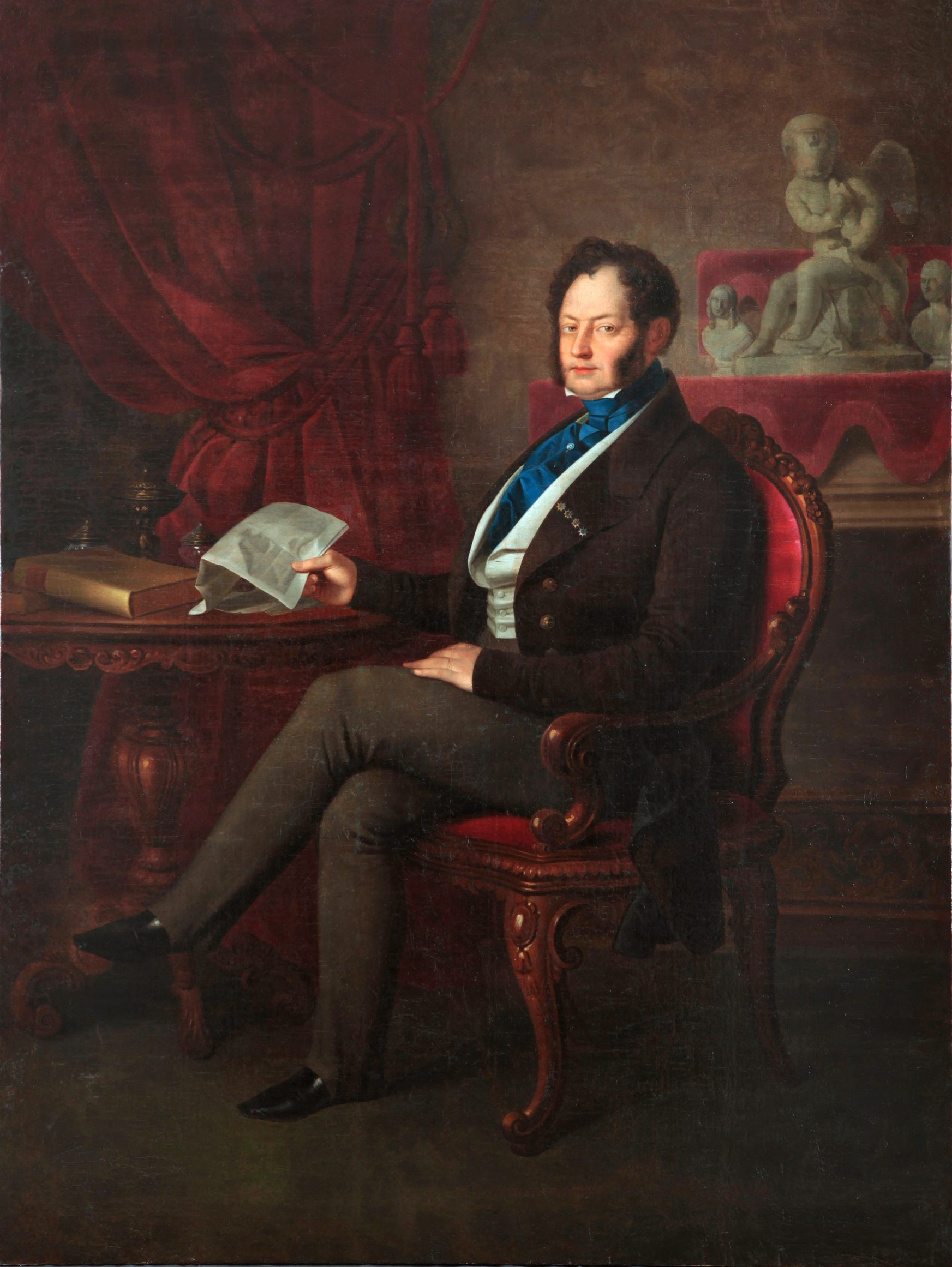
Михаил Клеофас Огинский. Портрет работы Юзефа Олешкевича

### Композитор
Композиторский талант проявился у Огинского в 1790-е годы. В этот период он написал многочисленные боевые песни, марши, полонезы. С прославлением Наполеона связано возникновение единственной оперы Огинского «Зелида и Валькур, или Бонапарт в Каире» (1799). Наибольшую известность получил полонез «Прощание с Родиной» (пол. Pożegnanie Ojczyzny), более известный как полонез Огинского.
Был учеником Осипа Козловского, чей знаменитый полонез «Гром победы, раздавайся!» (1791), неофициальный русский национальный гимн, в своё время был не менее популярен, чем полонез Огинского.
Ряд исследователей также приписывали Огинскому музыку польского гимна Jeszcze Polska nie zginęła. Произведения Огинского приобрели большую популярность у участников восстания 1794 года.

В эмиграции композитор продолжил свою творческую деятельность. С именем Наполеона связана единственная опера Огинского «Зелида и Валькур, или Бонапарт в Каире» (1799).

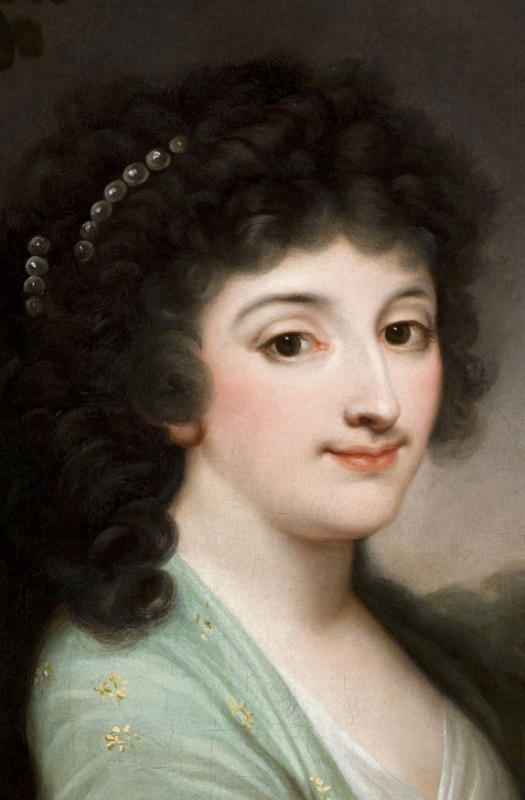
Изабелла Лясоцкая, жена

Значительную часть его наследия составляют фортепианные пьесы: польские танцы (полонезы и мазурки), а также марши, менуэты, вальсы, романсы.

## Семья

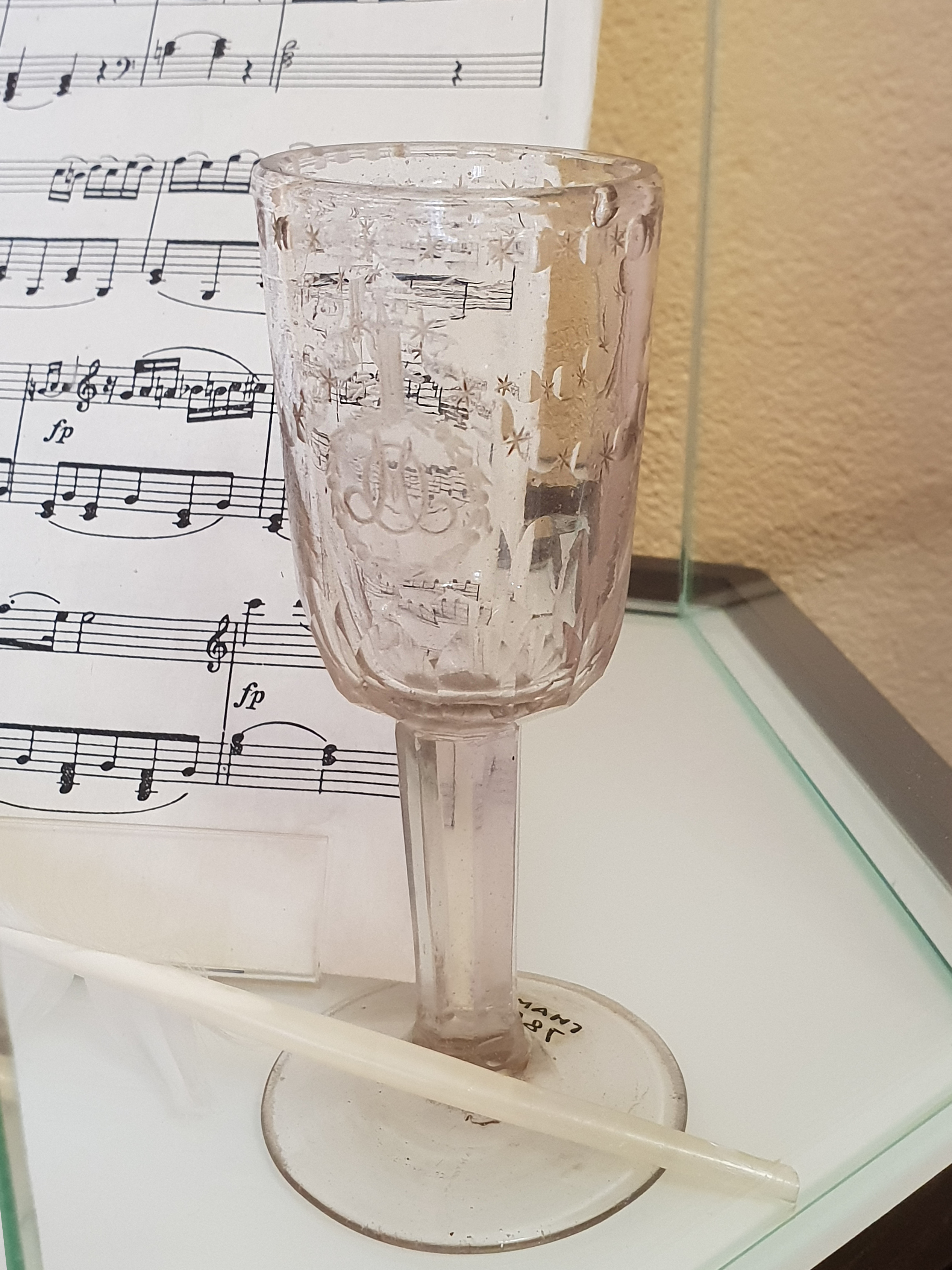
Рюмка с инициалами Михаила Огинского, стеклозавод Уречье, XVIII век. Гродненский государственный историко-археологический музей.

Был дважды женат. В 1789 году первым браком женился на Изабелле Лясоцкой (1764—1852), с которой развелся в 1803 году, вторично женившись на Марии де Нери (1778—1851). Дети:
- Тадеуш Антоний (1798—1844)
- Франтишек Ксаверий (1801—1873)
- Амелия (1803—1858), жена с 1826 года Кароля Теофила Залуского (1794—1845), внебрачного сына О. А. Игельстрома
- Иреней Клеофас (1808—1863/1870), гофмейстер
- Эма (1810—1871), 1-й муж с 1827 года Ипполит Бжостовский, 2-й муж Высоцкий
- Ида (1813—1864)

## Память

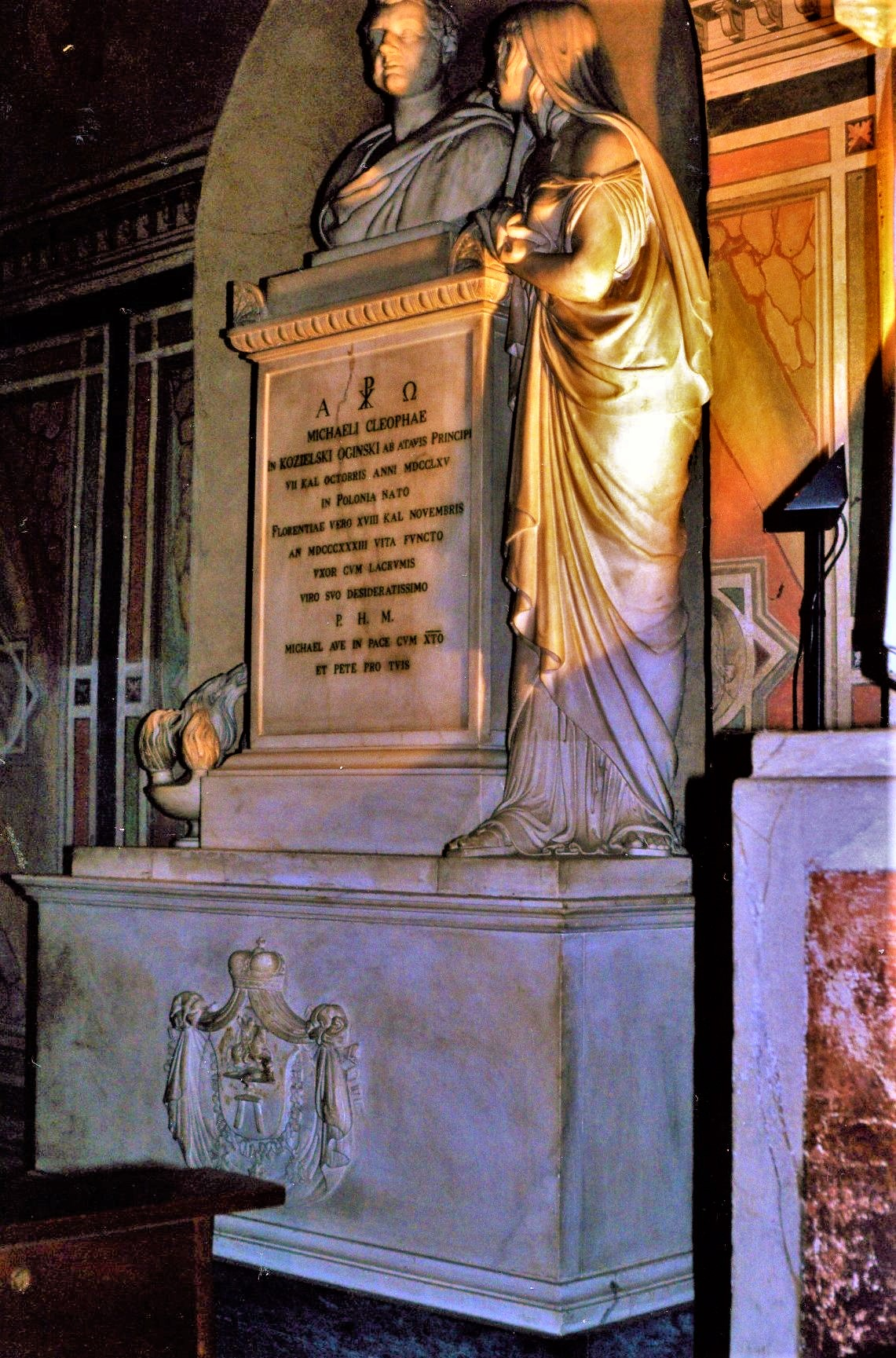
Гробница Михаила Клеофаса Огинского во Флоренции.

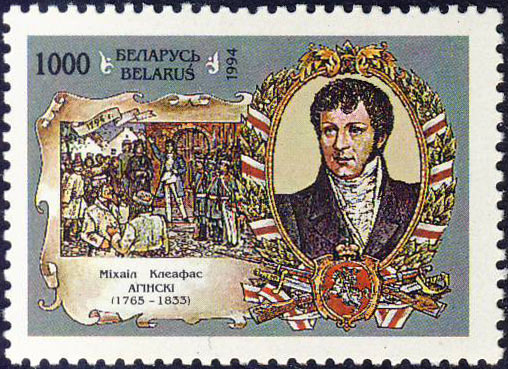
Почтовая марка Беларуси (1994)

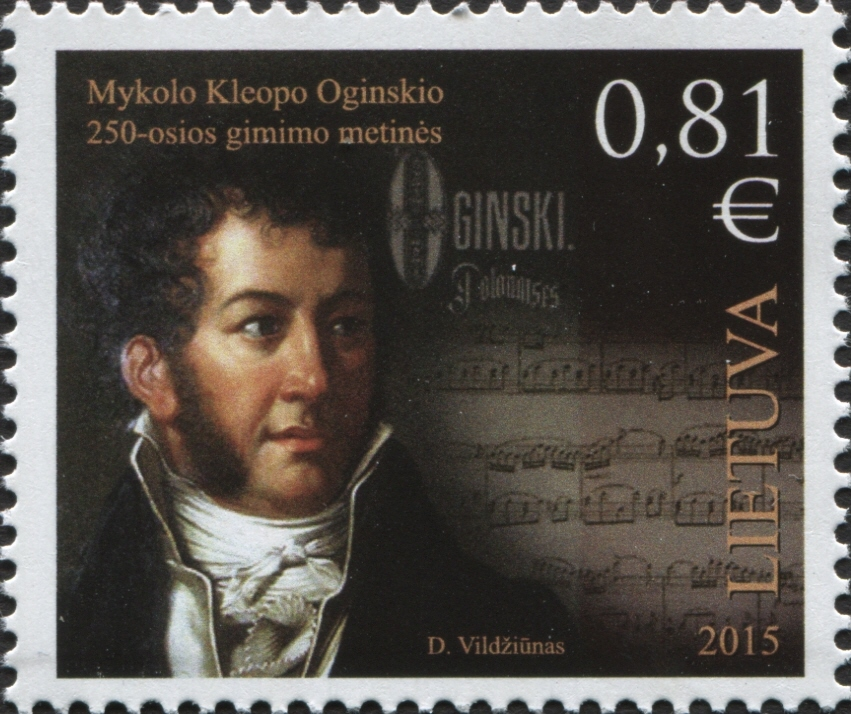
Почтовая марка Литвы (2015)

- В 1994 году была выпущена почтовая марка Беларуси, посвященная Огинскому.
- В белорусском городе Молодечно установлен памятник Михаилу Огинскому.
- Музыкальное училище в Молодечно носит имя Огинского.
- В 2011 году имя Огинского получила улица в белорусском городе Гродно.
- Его имя носит улица в Ждановичах — ближайшем пригороде Минска.
- С 2008 года в польском городе Ивонич-Здруй проводится ежегодный фестиваль классической музыки им. М.К.Огинского[тарашк.][13].
- В 2011 году Национальный банк Республики Беларусь выпустил золотую монету «М.Огинский»[14].
- 12 декабря 2013 в белорусском городе Молодечно состоялась премьера оперы «Михал Клеофас Огинский. Неизвестный портрет», посвященной жизни композитора[15][16][17].
- 25 сентября 2014 года состоялось торжественное открытие усадьбы-музея Огинского в деревне Залесье (Сморгонский район)[18].
- 250-летие со дня рождения Огинского внесено ЮНЕСКО в список знаменательных дат 2015 года. Также, 2015 год объявлен, Сеймом Литвы, Годом Огинского в Литве. Также, в январе 2016 в вильнюсском сквере К. Сирвидаса (K.Sirvydo skveras) установлена «музыкальная» скамейка Огинского, подаренная посольством Польши.[19] Похожая скамья установлена и в Минске (июль 2015)[20].
- 11 сентября 2015 года Банк Литвы в честь 250-летия со дня рождения М. К. Огинского выпустил памятную серебряную монету «Mykolas Kleopas Oginskis» номиналом 20 евро.
- В 2015 году была выпущена почтовая марка Литвы в честь его 250-летия.
- В 2016 году в ходе деноминации белорусского рубля была введена банкнота номиналом 50 рублей, на которой в коллаже был помещён нотный фрагмент шестого такта полонеза «Прощание с Родиной».